# Hulkbusters
Los Hulkbusters son tres organizaciones ficticias que han aparecido en varias series de cómics publicados por Marvel Comics. Los tres grupos existen dentro del universo compartido de Marvel, conocido como Universo Marvel, y se llaman así por sus intentos de combatir al monstruoso Hulk.

## Historia

### Los Hulkbusters del ejército de EE. UU.
Los Hulkbusters originales eran una gran fuerza operacional unida consistentes ambos en personal del Ejército de EE. UU. y la Fuerza Aérea, cuyo objetivo principal era capturar o de ser necesario destruir a Hulk. Su sede fue la Base Hulkbuster en Nuevo México, parecida a un símbolo de paz (también conocida como Base Gamma), después de haber sido dañada por el Hulk, y estaban al mando del General Thunderbolt Ross, el General Ryker y el Mayor Glenn Talbot. La Base Hulkbuster fue demolida más tarde por los U-Foes. Después de que Bruce Banner, el alter ego de Hulk, alcanzó un estado en el que su inteligencia normal y personalidad se mantuvieron dominantes, mientras estaba en la forma de Hulk, recibió un indulto presidencial y los Hulkbusters dejaron de existir.
Mientras que esta operación estaba activa, Clay Quartermain era el enlace de S.H.I.E.L.D. con la operación Hulkbusters.
La Base Gamma, ubicada en el Valle de la Muerte, Nevada, está dedicada a capturar y curar al Increíble Hulk.
Originalmente, la Base Gamma fue el Proyecto Piel Verde: Base Hulkbuster, fue la base para los Hulkbusters. El Gobierno de los EE. UU. lo cerró y fue abierto de nuevo para el Proyecto de Bruce Banner: Hulkbuster. Cuando ese grupo se separó, fue cerrado de nuevo. Una vez más se volvió a abrir para el uso de la Operación: Tolerancia Cero.

### Los Hulkbusters de Bruce Banner
Después de que el Hulk volvió a su personalidad bestial, fue capturado por Doc Samson. Samson convenció al gobierno para reconstruir y financiar la Base Gamma. Allí, Samson logró separar a Banner y Hulk en dos seres distintos, aunque el Hulk fue capaz de escapar. Banner fue nombrado el líder de esta repetición de los Hulkbusters, que apareció por primera vez en Incredible Hulk #317, creado por John Byrne (Mar 1986).
Los miembros de este grupo de Hulkbusters incluyeron:
- Craig Saunders, Jr. – Experto en demoliciones (más tarde conocido como Redentor)
- Carolyn Parmenter – Científica marina
- Samuel J. La Roquette – Explorador (más tarde conocido como Roca)
- Armand Martel – Xenobiólogo
- Hideko Takata – Profesor de geofísica

Saunders, Jr. y La Roquette más tarde se convirtieron Roca y Redentor, un equipo de supervillanos que enfrentaron a Hulk en varias ocasiones,después de mucho el equipo HB de Banner fueron asesinados en la destrucción de Hulk.Roca tenía una piel exterior hecha de minerales mortales que pueden ser utilizados para empalar y crecer en tamaño. Redentor tenía un traje de exoesqueleto con armas como pistolas repulsoras ycombustible de cohetes. El Líder luego los reclutó a la "Nueva Propiedad" junto con el Riot Squad,y no han sido visto desde entonces.

### Hulkbusters de S.H.I.E.L.D
Hulk es exiliado de la tierra por los Illuminati trajo una consecuencia inesperada: la galería de villanos de Hulk comenzaron a volverse salvajes. Como resultado, S.H.I.E.L.D. formaron un equipo llamado los Hulkbusters para capturar a estos villanos e implantarlos con nanotecnología para anular sus poderes. El equipo fue dirigido por el Agente Clay Quatermain y los miembros incluían a la Agente Cheesecake, la Agente Escarlata, y Hulka.

## Otras versiones

### Ultimate Marvel
En Ultimate Marvel, los equipos de Hulkbuster existen y sirven principalmente a Nick Fury y a las Unidades Hulkbuster de S.H.I.E.L.D. se han utilizado para acabar con las amenazas más importantes, como Norman Osborn, Harry Osborn, y Venom.

## En otros medios

### Televisión
- Los Hulkbusters eran antagonistas recurrentes en la primera temporada de la serie animada de 1996 The Incredible Hulk al mando de Ross y el agente de S.H.I.E.L.D. Gabriel Jones para localizar a Bruce Banner y fallaron. El Dr. Craig Saunders Jr. y el Dr. Samuel J. La Roquette (más tarde Roca y Redentor) fueron mencionados como miembros.
- Los Hulkbusters aparecen en The Avengers: Earth's Mightiest Heroes, en la primera temporada es en "Hulk contra el mundo", están bajo la supervisión del General Ross.
- Los Hulkbusters aparecen en  Hulk and the Agents of S.M.A.S.H. de la primera temporada, en el episodio 3; "Cazadores de Hulks", creados por Iron Man bajo el nombre de los trajes Anti-Hulks, hasta que El Líder los controla en atacar a Iron Man y los Agentes de S.M.A.S.H. hasta que se combinan en uno más grande, usando su reactor ARK de Iron Man para alimentar al Hulkbuster gigante y utilizarlo como una bomba en Iron Man y los Agentes de S.M.A.S.H., en inculparlos por la destrucción de la ciudad. Tras liberar a Iron Man, Hulk vuelve a dirigir al Hulkbuster al caer en el río. Iron Man afirma que va a desmantelar a los Hulkbusters, pero Hulk insiste a Iron Man en quedarse con un Hulkbuster, en caso de que se salgan de control. En la segunda temporada, el episodio 7, "Bienvenidos a Casa", Abominación usa algunos Hulkbusters que obedezcan sus órdenes después de que fue indultado y reinstalado en el Ejército de los Estados Unidos. Abominación utiliza los Hulkbusters para hacerse cargo de Vista Verde. Cuando los Agentes de S.M.A.S.H. regresan, ellos acaban de tener una lucha contra Abominación y los Hulkbusters. Después del martillo Gamma que quedó bajo el control de Abominación, es destruido por Hulk, el resto de los Hulkbusters fueron destruidos por A-Bomb, She-Hulk y Skaar.
- También aparecen en  Ultimate Spider-Man de la segunda temporada, en el episodio 14, "El Increíble Hulk Araña", Phil Coulson los utilizó para localizar a Peter Parker (en el cuerpo de Hulk). En la tercera temporada, en el episodio 16, "Rhino Enfurecido", Spider-Man utilizara su nueva armadura, Araña de Hierro Hulkbuster para detener a Hulk y Rhino en causar estragos en la ciudad.
- Los Hulkbusters aparecen en la segunda temporada de Avengers Assemble, episodio 8, "Cabeza a Cabeza", cuando M.O.D.O.K. utiliza la Gema Mente del Infinito, para tomar el control de S.H.I.E.L.D., que logró usar algunos Hulkbusters para atacar a Los Vengadores. En la tercera temporada, En el episodio 8, "Deshulkado", Bruce Banner utiliza un diseño basado en el Hulkbuster de Iron Man a partir de la tecnología Hulkbuster para combatir Steelcorps y su líder misterioso. En el episodio 22, "Guerra Mundial Hulk", los Vengadores usan estos Hulkbusters para detener a Hulk Rojo que se expuso a la bomba gamma de aceleración de partículas del Líder, antes de ser destruidos. En el episodio 25, "Civil War, Parte 3: Tambores de Guerra" dentro de la prisión de Truman Marsh. Los guardias Hulkbuster tienen una larga lucha con los Vengadores hasta que son destruidos por Rayo Negro.

### Videojuegos
- Los Hulkbusters aparecieron en el juego de 2003 Hulk. Ellos son descritos como unidades militares controladas por el General Ryker.

- Los Hulkbusters aparecen en The Incredible Hulk: Ultimate Destruction como parte de los esfuerzos del General Ross y el Director Emil Blonsky para capturar a Hulk. Estos Hulkbusters son soldados mentalmente controlados con armadura mecánica de diferentes capacidades y tamaños; algunas misiones requieren que el jugador recupere o destruya la tecnología prototipo que se usará en los Hulkbusters para limitar la amenaza que ellos representan para el jugador más tarde en el juego.

- Los Hulkbusters blindados aparecen en el videojuego The Incredible Hulk con dos de ellos con la voz de S. Scott Bullock y Chris Edgerly. Estos trajes son identificados como modelos de StarkTech. Hulk tuvo que proteger la tecnología Hulkbuster del Enclave y más tarde les ayuda a luchar contra la plataforma flotante del Enclave. Un Hulkbuster bajo el control del Mayor Glenn Talbot era un mini-jefe de Hulk hasta que Betty Ross se revela al Hulkbuster. Glenn Talbot también impulsa una armadura Hulkbuster a propulsión nuclear en su lucha contra el Hulk. Una versión de la armadura Hulkbuster de Iron Man aparece como un personaje secreto jugable si hay una partida guardada del videojuego de 2008 Iron Man presente en la misma tarjeta de memoria usada por The Incredible Hulk.

### Novelas
- En la novelización de la película de 2008 The Incredible Hulk (escrito por Peter David, un contribuyente notorio a la historia de los cómics de Hulk), dos miembros de un equipo de ataque militar enviado para capturar a Hulk son llamados "Saunders" y "Laroquette" por los miembros de los Hulkbusters de Banner (los personajes no tienen nombre en la versión teatral de la película).

### Cine
- En el 2015, un Hulkbuster nombrado "Verónica" de Iron Man aparece para enfrentarse a Hulk en Avengers: Age of Ultron.
- En el 2018, el Hulkbuster de Iron Man reaparece en Avengers: Infinity War, siendo usado por Bruce Banner, dada su imposibilidad de transformarse en Hulk en la batalla de Wakanda.